# Tachina diaphana
Tachina diaphana är en tvåvingeart som först beskrevs av Fabricius 1805.  Tachina diaphana ingår i släktet Tachina och familjen parasitflugor. Inga underarter finns listade i Catalogue of Life.